# Alegeri parlamentare în Republica Moldova, 2001
Alegerile legislative în Republica Moldova au avut loc pe 25 februarie 2001. Prezența la vot a fost de 67,52%.
Partidul Comuniștilor din Republica Moldova a câștigat alegerile. Vladimir Voronin a fost ales președinte la scurt timp de către parlamentul nou ales.

## Rezultate
| Partid / Alianță electorală   | Partid / Alianță electorală                             | Voturi    | %      | Locuri | +/-  |
| ----------------------------- | ------------------------------------------------------- | --------- | ------ | ------ | ---- |
|                               | Partidul Comuniștilor din Republica Moldova             | 794,808   | 50.07  | 71     | 31 ▲ |
|                               | Blocul electoral „Alianța Bragiș”                       | 212,071   | 13.36  | 19     | 19 ▲ |
|                               | Partidul Popular Creștin Democrat                       | 130,810   | 8.24   | 11     | 3 ▲  |
|                               | Partidul Renașterii și Concilierii din Moldova          | 91,894    | 5.79   | 0      | 14 ▼ |
|                               | Partidul Democrat din Moldova                           | 79,757    | 5.02   | 0      | 17 ▼ |
|                               | Partidul Național Liberal                               | 44,548    | 2.81   | 0      | —    |
|                               | Partidul Social Democrat                                | 39,247    | 2.47   | 0      | —    |
|                               | Partidul Național Țărănesc Creștin Democrat din Moldova | 27,575    | 1.74   | 0      | —    |
|                               | Blocul electoral “Plai Natal”                           | 25,009    | 1.58   | 0      | —    |
|                               | Mișcarea “Pentru Ordine și Dreptate”                    | 23,099    | 1.46   | 0      | —    |
|                               | Partidul Forțelor Democratice                           | 19,405    | 1.22   | 0      | 9 ▼  |
|                               | Partidul Democrat Agrar din Moldova                     | 18,473    | 1.16   | 0      | —    |
|                               | Blocul electoral “Alianța Juriștilor și Economiștilor”  | 14,810    | 0.93   | 0      | —    |
|                               | Blocul electoral “Credință și Dreptate”                 | 10,686    | 0.67   | 0      | —    |
|                               | Blocul electoral “Edinstvo”                             | 7,277     | 0.46   | 0      | —    |
|                               | Candidați independenți                                  | 36,477    | 2.30   | 0      | —    |
| Voturi valide                 | Voturi valide                                           | 1,587,257 | 98.79  | —      | —    |
| Voturi invalide/albe          | Voturi invalide/albe                                    | 19,446    | 1.21   | —      | —    |
| Total                         | Total                                                   | 2,379,491 | 100.00 | 101    | —    |
| Votanți înregistrați/prezența | Votanți înregistrați/prezența                           | 1,606,703 | 67.52  | —      | —    |
| Sursa: e-democracy.md         |                                                         |           |        |        |      |

| Unitate Teritorială              | Prezență | PCRM   | BeAB   | PPCD   |
| -------------------------------- | -------- | ------ | ------ | ------ |
| Municipiul Chișinău              | 57,55%   | 47,05% | 9,38%  | 11,95% |
| ↳ Sectorul Botanica              | 57,90%   | 55,22% | 7,77%  | 9,25%  |
| ↳ Sectorul Buiucani              | 54,56%   | 46,30% | 9,87%  | 11,71% |
| ↳ Sectorul Centru                | 59,52%   | 45,66% | 10,45% | 13,20% |
| ↳ Sectorul Ciocana               | 55,21%   | 44,42% | 7,49%  | 14,05% |
| ↳ Sectorul Rîșcani               | 58,00%   | 48,90% | 9,14%  | 10,52% |
| ↳ Suburbia Municipiului Chișinău | 60,37%   | 39,09% | 12,22% | 14,48% |
| Bălți                            | 66,61%   | 55,29% | 14,75% | 4,56%  |
| Cahul                            | 75,40%   | 41,55% | 14,81% | 8,48%  |
| Chișinău                         | 68,23%   | 43,61% | 11,63% | 13,09% |
| Edineț                           | 71,93%   | 59,17% | 15,25% | 4,77%  |
| Lăpușna                          | 75,62%   | 47,07% | 15,42% | 9,28%  |
| Orhei                            | 71,71%   | 44,50% | 12,27% | 8,03%  |
| Soroca                           | 76,18%   | 53,97% | 12,97% | 6,51%  |
| Taraclia                         | 77,11%   | 71,77% | 10,06% | 1,22%  |
| Tighina                          | 70,22%   | 42,71% | 19,23% | 6,71%  |
| Ungheni                          | 69,74%   | 43,86% | 20,64% | 9,45%  |
| UTA Găgăuzia                     | 58,06%   | 80,55% | 6,48%  | 0,32%  |
| UTA Stânga Nistrului             | 99,93%   | 26,41% | 7,24%  | 2,86%  |
| Voturi din străinătate           | 84,40%   | 15,39% | 18,85% | 25,62% |
| Total                            | 67,52%   | 50,07% | 13,36% | 8,24%  |

Harta prezenței la vot pe județ
Rezultatele pentru Partidul Comuniștilor din Republica Moldova pe județ:      80–90%     70–80%     50–60%     40–50%     30–40%     20–30%     10–20%
Rezultatele pentru Blocul ”Alianța Braghiș” pe județ:      20–30%     10–20%     0–10%
Rezultatele pentru Partidul Popular Creștin Democrat pe județ:      20–30%     10–20%     0–10%